# Le Bouc
Pour les articles homonymes, voir Bouc (homonymie) et Lebouc.
Pour plus de détails, voir Fiche technique et Distribution.
Le Bouc (Katzelmacher) est un film allemand réalisé par Rainer Werner Fassbinder en 1969, d'après sa pièce de théâtre éponyme. Il est dédié à Marieluise Fleisser et porte en épigraphe : « Il vaut mieux faire de nouvelles erreurs que d'intégrer les anciennes à l'inconscience générale ».

## Synopsis
Jorgos est un travailleur et migrant d'origine grec, qui rejoint un groupe de jeunes gens à Munich. Son arrivée va susciter l’hostilité et la jalousie du groupe, qui l'insulte d'être un sale communiste ainsi que d'un chien grec. Choqué, Jorgos se confie à Maria, lui expliquant son désir de rentrer chez lui.

## Fiche technique
- Titre : Le Bouc
- Titre original: Katzelmacher
- Réalisation : Rainer Werner Fassbinder
- Scénario : Rainer Werner Fassbinder
- Production : Peer Raben
- Musique : Peer Raben
- Photographie : Dietrich Lohmann
- Montage : Rainer Werner Fassbinder
- Pays d'origine :  Allemagne de l'Ouest
- Format : noir et blanc - 1,37:1 - mono
- Genre : drame, romance
- Durée : 88 minutes
- Date de sortie : 1969

## Distribution
- Hanna Schygulla : Marie
- Lilith Ungerer : Helga
- Rudolf Waldemar Brem : Paul
- Elga Sorbas : Rosy
- Doris Mattes : Gunda
- Irm Hermann : Elisabeth
- Peter Moland : Peter
- Rainer Werner Fassbinder : Jorgos
- Hans Hirschmüller : Erich
- Harry Baer : Franz
- Hannes Gromball : Klaus
- Katrin Schaake : la femme sur la route

## À noter
- En allemand, Katzelmacher est un terme bavarois péjoratif et injurieux, qui désigne les travailleurs immigrés originaires du Sud de l'Europe.